# Pelikan Holding
Die Pelikan Holding AG ging auf ein 1838 in Hannover gegründetes Unternehmen zur  Herstellung von Schreibtinte und Künstlerfarben zurück. Diese produzierte Geräte und Materialien aus fast der gesamten Bandbreite des Bürobedarfs. Besondere Bekanntheit, vor allem bei Schülern, erlangten die Füllfederhalter des Unternehmens. Seit dem Jahr 2023 ist Pelikan eine Handelsmarke der Groupe Hamelin, dazu wurde die Holding in verschiedene Landes- und Vertriebsgesellschaften umgewandelt.

## Geschichte

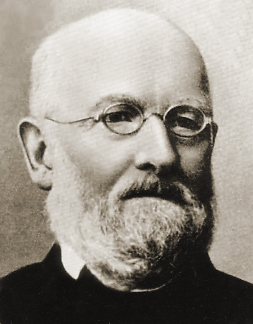
Gründer Carl Hornemann

### Gründung
Das Unternehmen ging zurück auf eine um 1832 von dem Chemiker Carl Hornemann (1811–1896) in Groß Munzel bei Hannover gegründete Farben- und Tintenfabrik. Als offizielles Gründungsdatum wird der 28. April 1838 genannt, der Tag, an dem die Geschäftstätigkeit aufgenommen wurde. Hornemann war der Sohn eines Zeichenladen-Inhabers und Zeichenlehrers am Hofe König Georgs V. in Hannover. Auf seine Geschäftsidee kam Hornemann, weil zu seiner Zeit Künstlerfarben aus Frankreich und England eingeführt wurden. Um 1840 verlegte er den Firmensitz nach Hannover-Hainholz. Die Produktionsverhältnisse waren anfangs bescheiden. In einem angemieteten Wohnhaus am Engelbosteler Damm (im heutigen Stadtteil Nordstadt) wurden die Waren ab 1842 im Erdgeschoss verpackt. In Nebengebäuden wurde ein Laboratorium betrieben und die Tinte gekocht.
Um 1860 beschäftigte der Betrieb rund 20 Arbeitskräfte, darunter einen Chemiker. Die Produkte stießen wegen der ausländischen Konkurrenz zunächst auf wenig Resonanz. Zur Gewinnung von Kunden reiste Carl Hornemann viel und warb beispielsweise durch Geschäftsreisen bis nach Österreich für seine Produkte. 1877 entstand in Österreich die erste Produktionsstätte im Ausland. Hornemann gehörte ab 1864 zum Senat der Stadt Hannover und war auch Mitglied des preußischen Abgeordnetenhauses.

### Markenzeichen Pelikan
Nach Hornemanns Ausscheiden 1871 übernahm der bisherige Werksleiter, der Chemiker Günther Wagner (1842–1930), das Unternehmen. Er setzte 1878 den Pelikan, das Wappentier seiner Familie, als Markenzeichen der Firma ein. Das Symbol zeigte wie das Familienwappen einen Pelikan mit ursprünglich drei Jungen im Nest. Als der Firmeninhaber ein viertes Kind bekam, wurde die Zahl der Jungen auf vier erweitert. Um das Zeichen erkennbarer zu machen, wurde 1937 in einem Entwurf des Grafikers Oskar Hermann Werner Hadank die Zahl auf zwei Junge verringert. Seit 2003 zeigt das Markenzeichen nur noch ein Junges.
Der Pelikan, der sich die Brust aufreißt, um seine Jungen mit seinem Blut zu nähren, ein uraltes Symbol für Hilfsbereitschaft und Familiensinn, sollte diesen Eindruck bei den Kunden vermitteln. Zunächst nur für Kinderprodukte verwendet, setzte es sich auch für die anderen Produkte des Unternehmens durch. Günther Wagner erkannte als einer der ersten Industriellen die Vorteile eines Markenzeichens. Dies war die Grundlage für den Durchbruch im In- und Ausland.
Ab den 1880er Jahren expandierte das Unternehmen mit seinen mittlerweile rund 40 Beschäftigten. Dazu trugen vor allem die Geschäftsreisen des 1881 eingestellten Handelsvertreters Fritz Beindorff in das damalige Österreich-Ungarn bei, wobei er die Märkte Südeuropas und des Balkans erschloss. Beindorff wurde 1887 Prokurist, 1888 heiratete er die Tochter Günther Wagners, Elisabeth. Seit 1895 war er durch Kauf Alleininhaber der Firma.

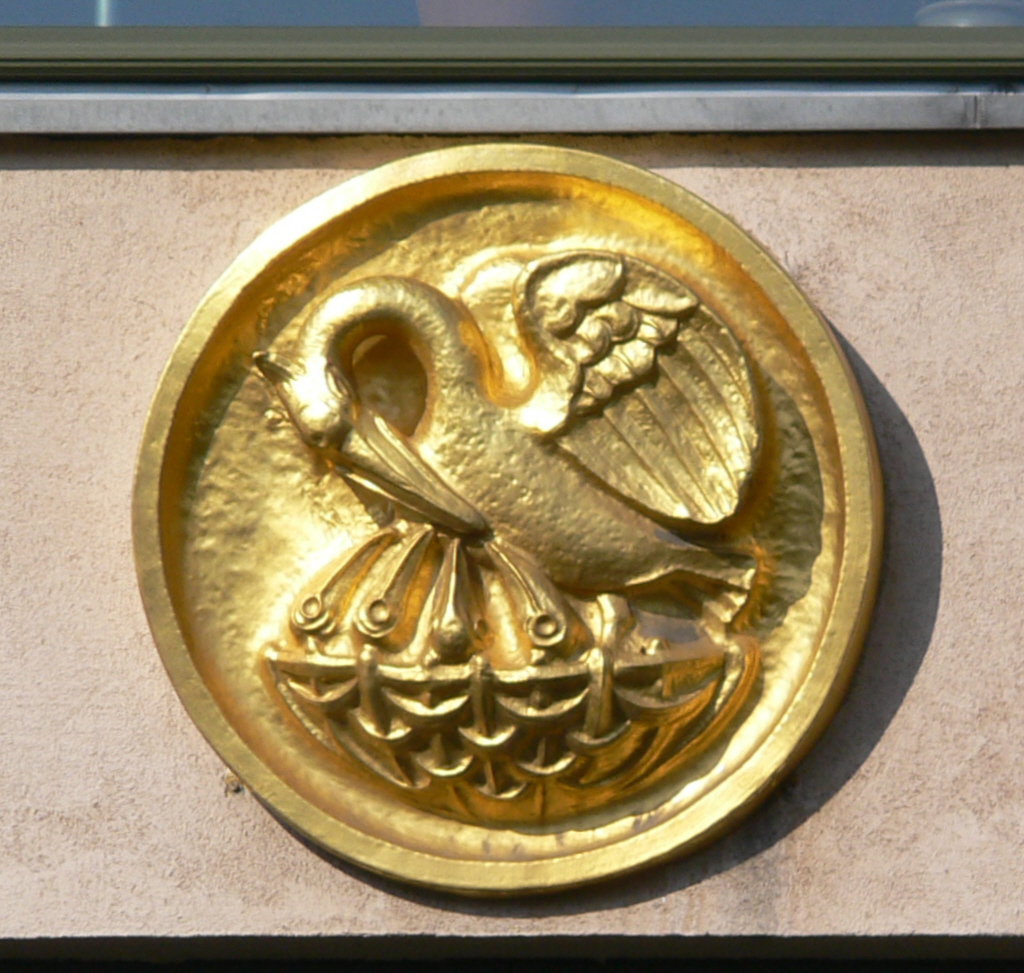
Pelikan-Relief am Pelikan-Haus in Berlin
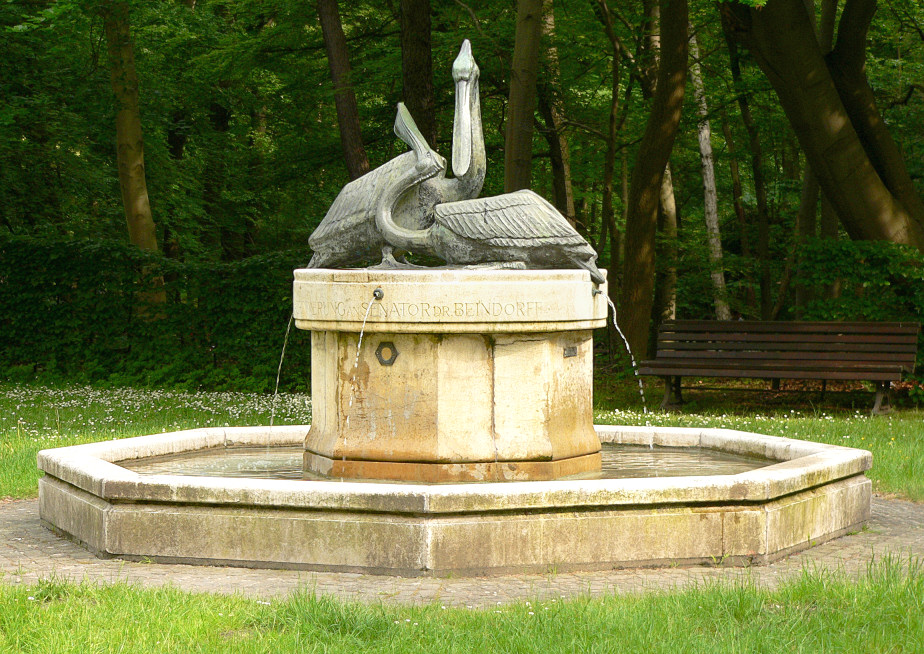
Der 1961 dem Firmeninhaber Fritz Beindorff gewidmete Pelikan-Brunnen in Hannover an der Eilenriede
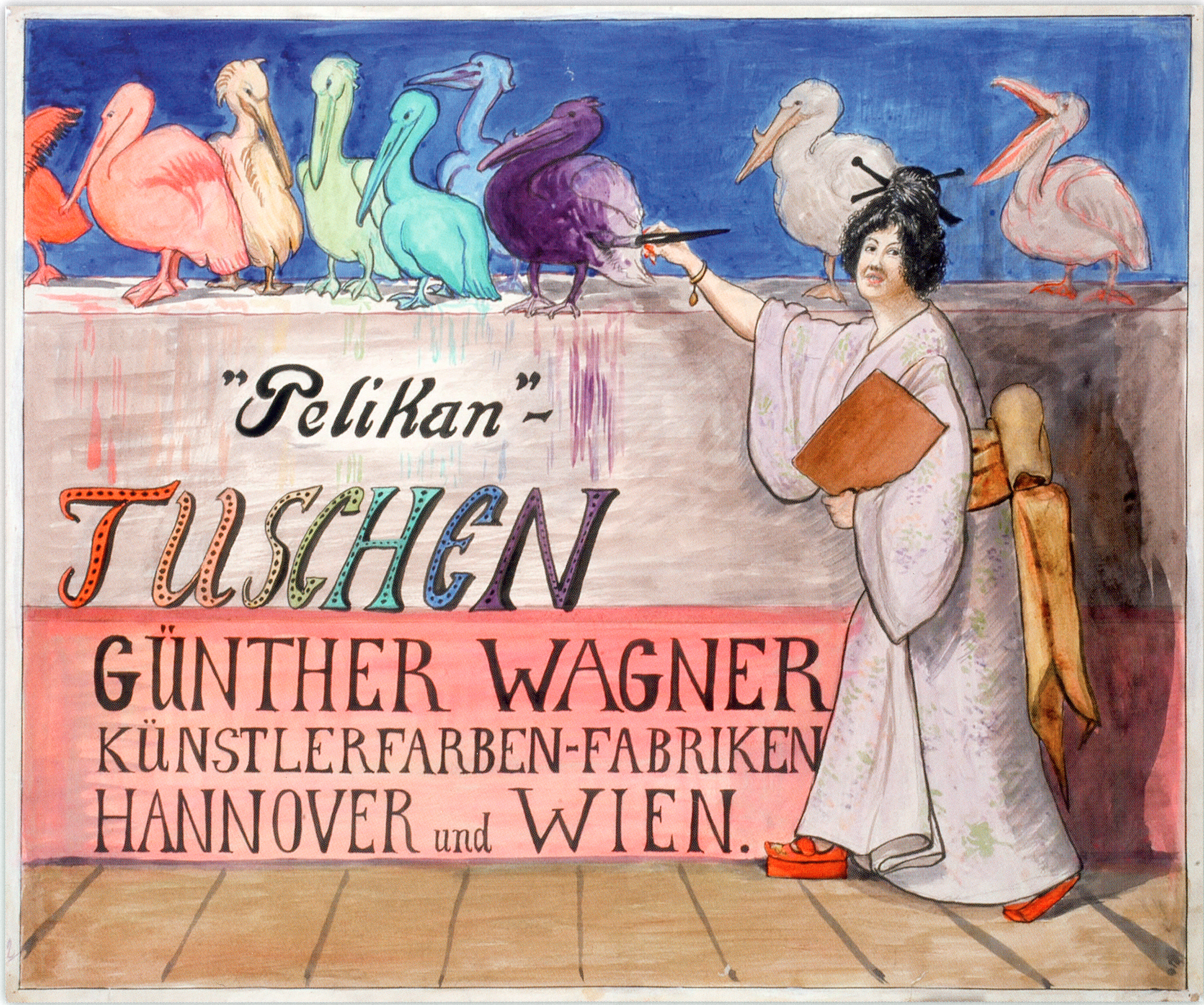
Werbung der „Künstlerfarben-Fabriken“ in Hannover und Wien; Plakatentwurf, unbekannter Künstler, 1909
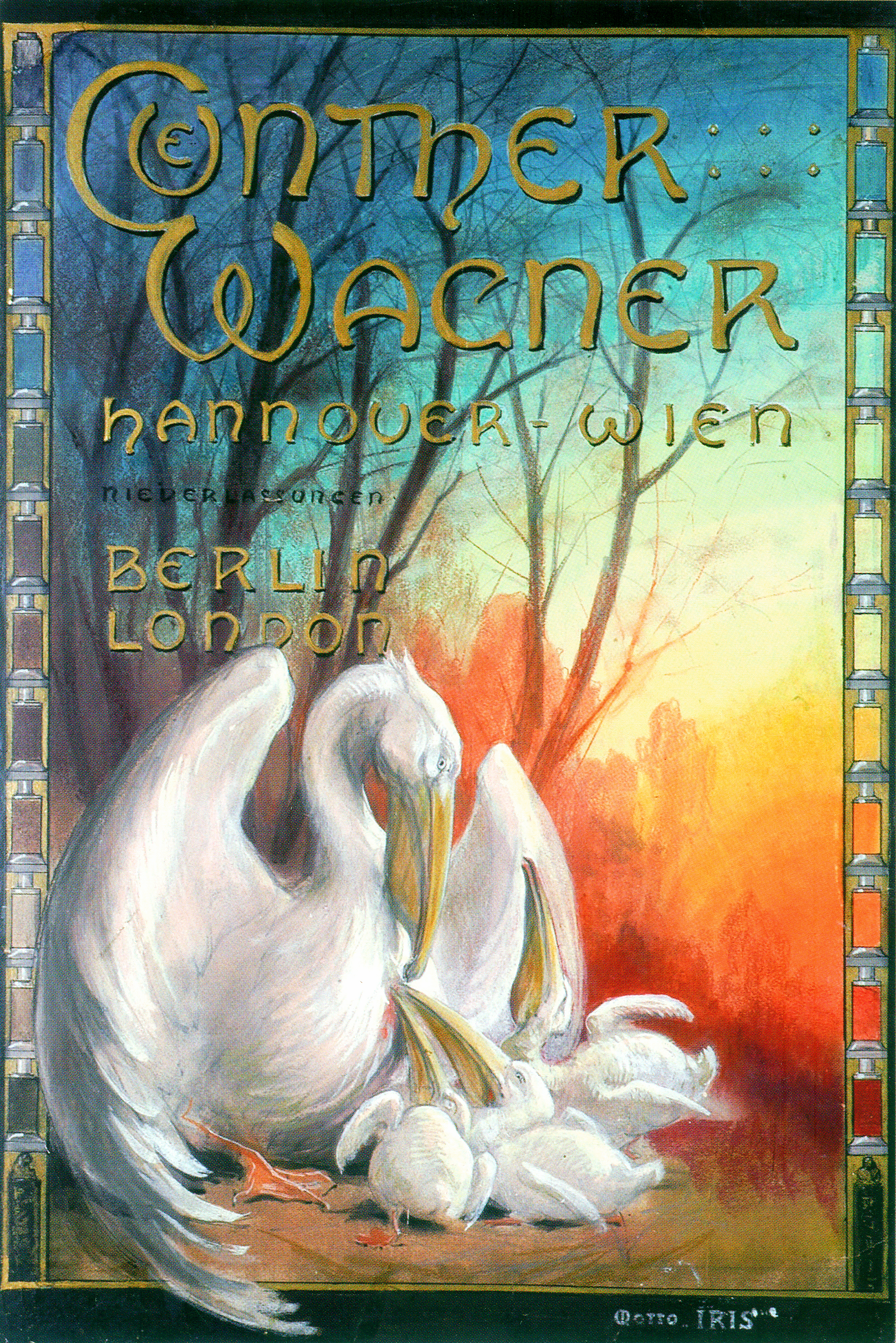
Drei kleine Pelikane auf einem Plakat von 1903; Entwurf des Werbegrafikers Alois Hans Schram

### Frühe Produkte
Die Angebotspalette des Unternehmens umfasste in den Anfangsjahren Studienfarben, Kinderfarben und Künstler-Wasserfarben. Ein weiteres Produkt war flüssige Tusche, die es vorher nur als feste Stangentusche gegeben hatte.
Ab 1895 wurde das Sortiment zunehmend erweitert und umfasste neben der bis dahin produzierten Tinte auch weiteren Bürobedarf. 1898 wurde die Eisengallustinte „4001“ auf den Markt gebracht. Sie wurde als Dokumententinte in den nächsten Jahren zur meistverkauften Tinte der Welt, da sie nicht verblasste. Wegen ihrer Dokumentenechtheit wurde sie auch von staatlichen Behörden bevorzugt. 1904 wurde der bis in die 1980er Jahre gebräuchliche Papierklebstoff Pelikanol vorgestellt.

### Werksvergrößerung

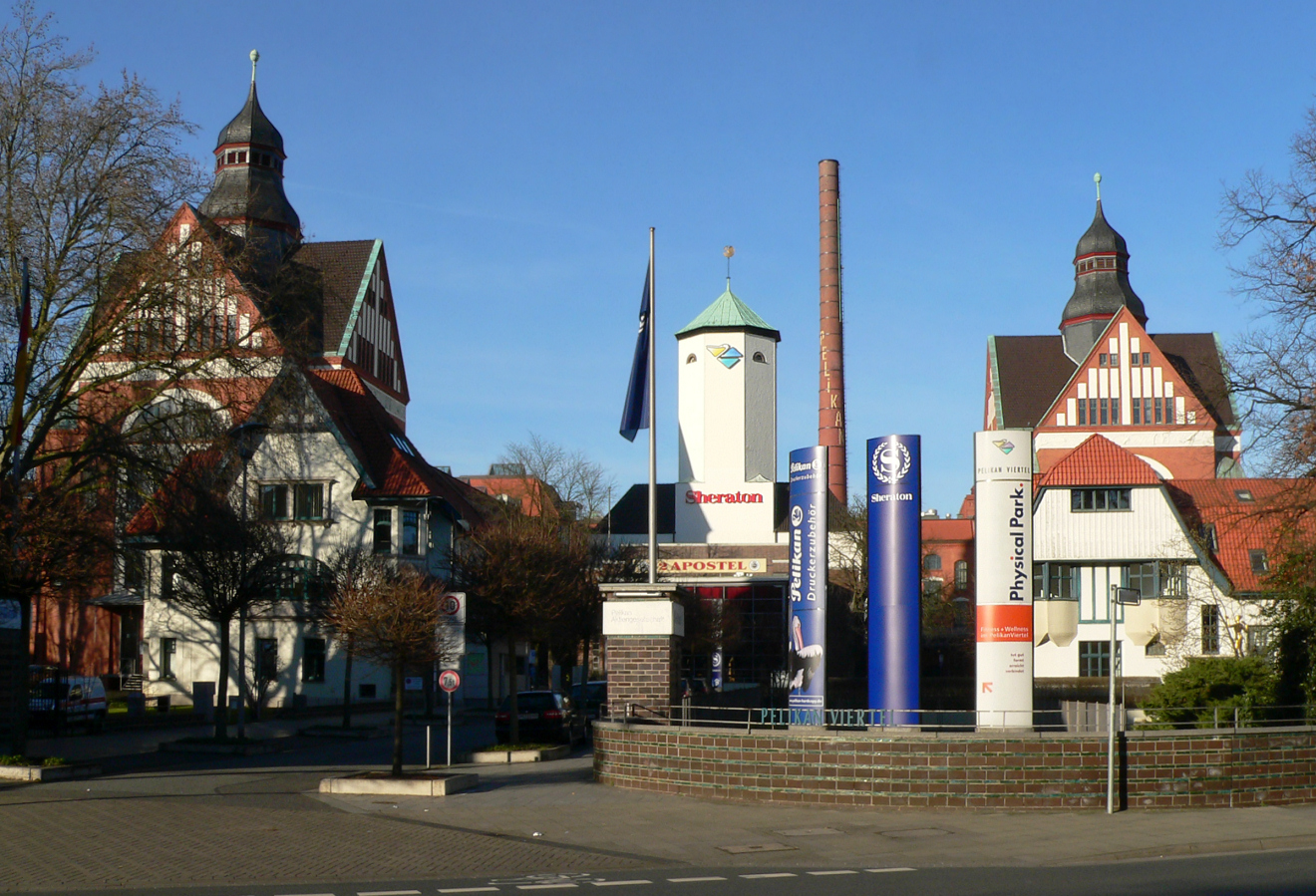
Ehemaliges Firmengelände an der Podbielskistraße, heute Pelikanviertel

Trotz einer bedeutenden Vergrößerung des Betriebsgeländes 1899 in Hainholz erwies es sich als zu klein. 1906 entstand im damaligen Klein-Buchholz ein Werksneubau. In der Anlage an der Podbielskistraße, die heute zum Stadtteil List gehört, waren anfangs 400 Beschäftigte tätig. In seinerzeit revolutionärer Bauweise entstanden großräumige Produktionsgebäude. Durch die reine Stahlbetonbauweise galt die Fabrik damals als der größte Eisenbetonbau Deutschlands. Die Fassadengestaltung im Neobarock- und Jugendstil passte man dem ländlichen Umfeld der Fabrik an. Sie war auffällig mit weißen Flächen und rotem Backstein gehalten. Bedingt durch die weitgehend holzfreie Bauweise, auch bei den Dächern, gab es bei den Bombenangriffen während des Zweiten Weltkriegs kaum Brandschäden.

### Unternehmensausbau
Bis zum Ersten Weltkrieg wurde die Produktionsstätte in Hannover zügig weiter ausgebaut, bald wurden mehr als 1000 Arbeiter beschäftigt. Die Produktion fand unter modernen Bedingungen statt, bei denen Beschäftigten die Arbeit so angenehm wie möglich gestaltet wurde. Es wurde in hohen Räumen mit großen Fenstern und indirekter Beleuchtung sowie Belüftung gearbeitet. Auch die sozialen Einrichtungen für die Arbeitnehmer galten als vorbildlich. Ab 1912 wurde die Zeitschrift Der Pelikan veröffentlicht, die Schüler und Interessierte für Kunst begeistern und abseits der Schule für Kunsterziehung sorgen sollte. Das Unternehmen entsandte seine Handelsvertreter in entlegene Gebiete der Welt, um für die Pelikan-Tinte zu werben. Daher bedeutete der Erste Weltkrieg einen Rückschlag beim Unternehmensausbau. In den 1920er Jahren konnte das Unternehmen wieder an seinen alten Erfolgskurs anknüpfen.

### Pelikan-Füllfederhalter

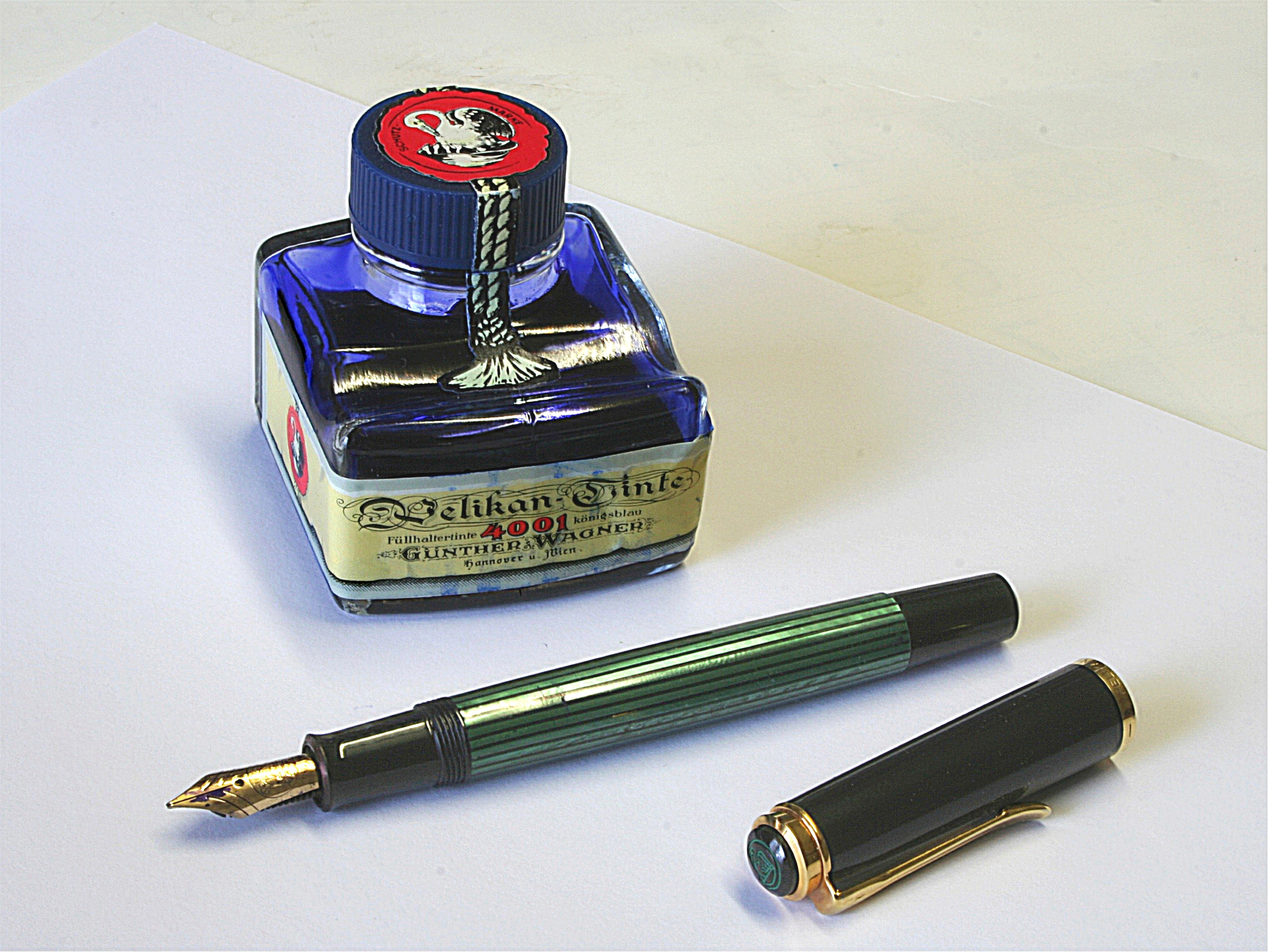
Tintenfass mit Pelikan-Tinte 4001 und Pelikan-Kolbenfüllfederhalter

1929 wurde mit dem Modell „100“ der erste Pelikan-Füllfederhalter als Kolbenfüller präsentiert. Der Kolbenmechanismus sorgte neben dem größeren Tintenvorrat für gleichmäßigen Tintenfluss und Kleckssicherheit. Die Besonderheit war, dass die Tinte mit einem Differential-Schraubgetriebe aufgezogen wurde. Äußerliches Markenzeichen waren die grün marmorierte Binde und das teiltransparente Tintenfenster.
Im gehobenen Preissegment erschien 1931 Pelikans erster Toledo-Füllhalter. 1938, beim Jubiläum zum 100-jährigen Bestehen der Firma, beschäftigte Pelikan 3700 Menschen. Bis zum Ausbruch des Zweiten Weltkrieges beschäftigte es fast 5000 Mitarbeiter und besaß Fabriken in vielen Ländern Europas sowie in Südamerika (Brasilien).
Der Zweite Weltkrieg mit der allgemeinen Warenknappheit schränkte das Produktangebot stark ein und es wurden Ersatzprodukte angeboten. Durch den Arbeitskräftemangel wurden zunächst mehr Frauen beschäftigt, aber auch Kriegsgefangene und Zwangsarbeiter. Eine Kriegsfolge für das Unternehmen war, dass die im Ausland ansässigen Firmenniederlassungen durch Enteignung verloren gingen.
In den Nachkriegsjahren erlebte Pelikan einen wirtschaftlichen Aufschwung und entwickelte sich zu einem führenden Unternehmen der Branche.
Das war vor allem auf den 1950 eingeführten Pelikan-400-Füllfederhalter zurückzuführen, der als Stresemann bekannt wurde. Er hatte einen Schaft mit grün-/transparent gestreiften Binden. Die Benennung geht zurück auf die gestreifte Hose des Stresemann-Anzugs, der nach dem deutschen Außenminister Gustav Stresemann benannt ist. Füllfederhalter waren von nun an eines der bekanntesten Produkte der Pelikan AG. Neben der grün/transparenten Version existierte auch eine braun/schwarz/transparente Version, die auch heute noch auf Sammlerportalen angeboten wird. Dieser Füller wurde seit den 1950er Jahren immer wieder modifiziert und wird auch heute noch, in stark veränderter Form, angeboten.
In den 1980er Jahren erweiterte Pelikan diese Serie weiter um den M 600 und den M 800 Füller und vereinigte diese Modelle zur sogenannten „Souverän“-Reihe, die sich vor allem an Kunden mit höchstem Schreibanspruch richtet. Preislich darunter anzusiedeln ist die Serie des M 150 bis M 250, die sich von der Souverän-Reihe vor allem dadurch unterscheidet, dass sie mit einer Edelstahlfeder ausgestattet ist. Schreibgeräte der „Souverän“-Reihe haben Bi-Color-Goldfedern in 14 (585) oder 18 Karat (750). Pelikan ist einer der wenigen Hersteller, die auch die Federn der Füllhalter noch selbst herstellen. In den 1990er Jahren wurde die „Souverän“-Reihe noch um das größte Modell M 1000 ergänzt. Ebenfalls in dieser Zeit begann man mit der Produktion von begrenzten Auflagen (Limited bzw. Special Editions), die sich dadurch auszeichnen, dass man bestimmten Anlässen, Vorbildern oder Orten eine Hommage erteilte.
1960 kam der Schülerfüller Pelikano auf den Markt. Anfang der 1970er Jahre wurde von Pädagogen unter Mithilfe von Pelikan die Vereinfachte Ausgangsschrift entwickelt, die teilweise in die Lehrpläne übernommen wurde.

### Weitere Produkte

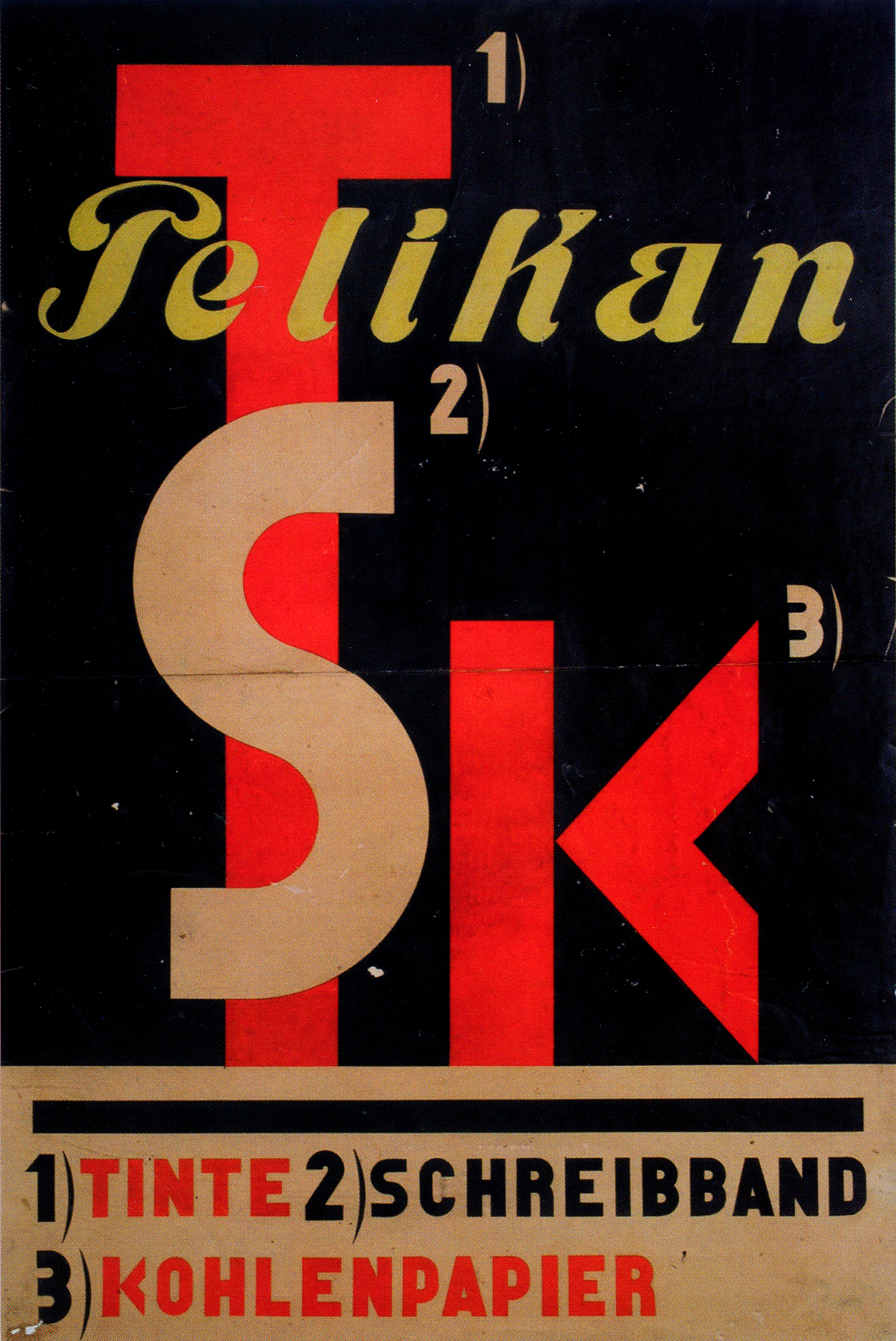
Plakat für Tinte, Schreibband und Kohlepapier;
El Lissitzky, 1929

Ab 1890 wurde mit der Produktion von Büromaterial begonnen, da der Wirtschaftsboom der Gründerjahre Verwaltungsarbeiten stark ansteigen ließ. 1904 wurden erstmals Farbbänder für Schreibmaschinen hergestellt, wenige Jahre später auch Kohlepapier für Durchschläge. In dieser Zeit stieg das Unternehmen in die Vervielfältigungstechnik ein, die bis zum Aufkommen der Fotokopierer Ende der 1960er Jahre erfolgreich war.
Ab 1931 produzierte Pelikan auch Deckfarbenkästen, ab 1934 auch die bekannten PLAKA Dekorations- und Hobbyfarben. In den 1950er Jahren begann eine erneute Expansion des Unternehmens, die Füllfederhalter wurden ständig weiterentwickelt. Eine wesentliche Neuheit war der Tintenkiller, der 1972 als Tintentiger auf den Markt kam.

### Werbekampagnen
Fritz Beindorff als Firmeninhaber von Pelikan war einer der ersten Unternehmer, der für seine Warenwerbung die Zusammenarbeit mit namhaften Künstlern suchte. Bereits 1898 initiierte er sein Preisausschreiben für ein Werbeplakat für Künstlerfarben. In den Folgejahren folgten weitere Wettbewerbe, an denen sich namhafte Maler und Grafiker beteiligten, was sich günstig auf die Vermarktung auswirkte. Prämierte Plakatentwürfe stammten von Julius Diez, Ludwig Hohlwein, Rudolf Yelin dem Jüngeren, Theo Matejko. Der russische Maler El Lissitzky entwickelte eine Werbekampagne für Pelikan, die in die Designgeschichte eingegangen ist. Auch die Liegeflasche mit dem Knick von Wilhelm Wagenfeld wurde zum Klassiker. Das künstlerische Schaffen für die Bewerbung der Produkte war 2008 Thema einer Sonderausstellung des Historischen Museums Hannover über das Unternehmen Pelikan.

### Spätere Jahre

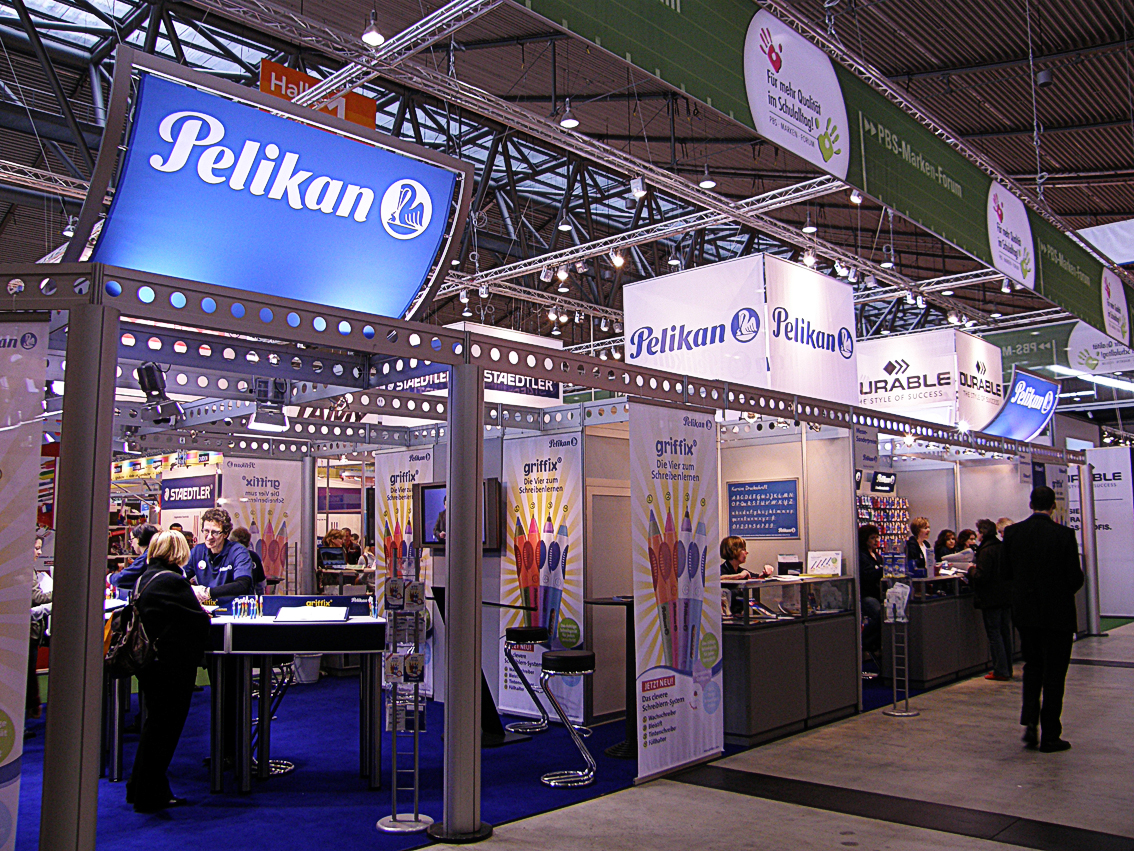
Pelikan-Messestand auf der Bildungsmesse Didacta 2008

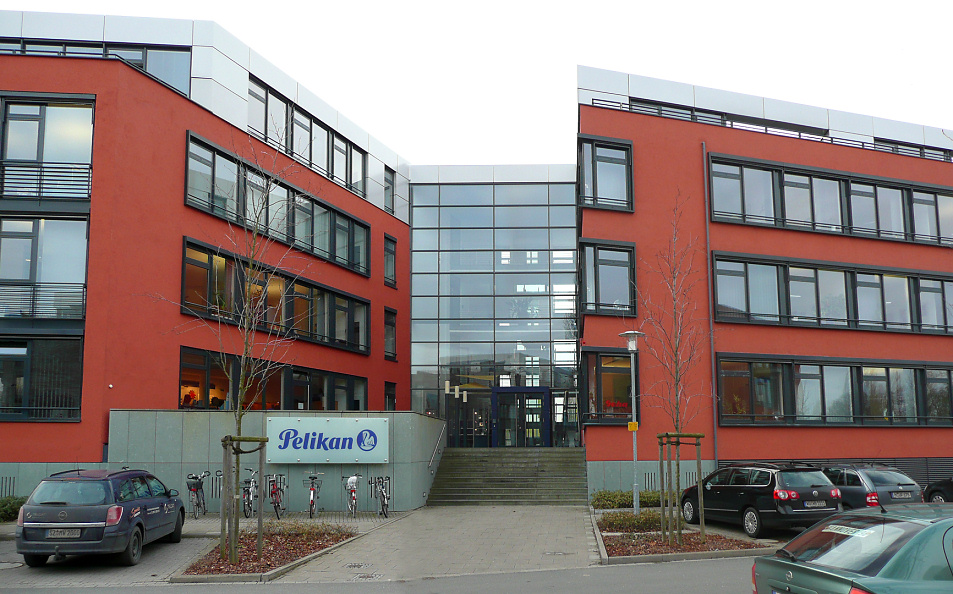
Neues Pelikan-Verwaltungsgebäude von 2003 am Mittellandkanal in Hannover

Um 1968 wurde der Name des Markenzeichens auch offiziell zum Firmennamen gemacht und von Günther Wagner in Pelikan umfirmiert.
Ab der Mitte der 1970er Jahre versuchte das Unternehmen über Beteiligungen und Tochtergesellschaften auch in den Bereichen Bürodrucker, Kopiergeräte (Lumoprint), Tageslichtprojektoren, Datenträger, Kosmetik und Spiele Fuß zu fassen. 1978 wurde die Pelikan GmbH in eine Aktiengesellschaft umgewandelt und völlig umstrukturiert. Sie besaß damals 40 Tochterunternehmen, die auch branchenfremd produzierten. Anfangs wurden die Aktien nur von Gesellschaftern der Familie Beindorff gehalten. Erfolgreich wurde die zwischen 1979 und 2004 im firmeneigenen Verlag herausgegebene Jugendbuchreihe TKKG.
1982 musste die Pelikan AG, die durch die massive Expansion ins Straucheln geraten war, Vergleich anmelden. 1984 wurde die Pelikan AG von der Condorpart AG mit Sitz im schweizerischen Zug übernommen und teilweise zerschlagen, ein Drittel der Belegschaft musste gehen. Die Pelikan AG war nun Teil der von der Schweiz aus agierenden Dachgesellschaft Pelikan Holding AG, die 1986 dort an die Börse gebracht wurde. 1990 wurde der Mitbewerber Geha in Hannover übernommen und ein Teil der Produktion in deren Werke verlegt.

### Toner und Druckerpatronen
1994 wurde der Bereich Druckerzubehör in die eigenständige Pelikan Hardcopy ausgegliedert, die 1995 an das US-amerikanische Unternehmen Nucote verkauft wurde.
1994 wurde die gesamte Produktion aus Werken in Hannover in das Werk Peine-Vöhrum verlagert, wo seit 1973 die Schreibgeräte hergestellt wurden. Dadurch gingen 1100 Arbeitsplätze verloren. Das Werksgelände in Hannover wurde ab 1993 in das Pelikanviertel umgewandelt, ein gehobenes Viertel mit Eigentumswohnungen, Restaurants, Hotel und Geschäftsräumen. 2003 verließ auch die Unternehmensverwaltung das Pelikan-Viertel und bezog Neubauten unweit des Mittellandkanals.

Logo des übernommenen Herlitz-Produktgeschäfts

1996 übernahm das malaysische Unternehmen Goodace SDN BHD (das nunmehr als Pelikan International Corporation Berhad firmiert) die Aktienmehrheit an der Pelikan Holding. Im Januar 2007 übernahm die Pelikan Holding wieder die im Jahr 1994 ausgegliederte Pelikan Hardcopy Holding und die German Hardcopy AG. 2010 übernahm Pelikan International Corporation Berhad (PICB) mit Sitz in Puchong, Selangor in Malaysia den Schreibwarenhersteller Herlitz einschließlich des Logistikzentrums Falkensee. Ende 2014 übertrug die Pelikan Holding AG ihr operatives Geschäft an die Herlitz AG, die heute unter Pelikan Group firmiert. An der Pelikan Group GmbH ist die Pelikan Holding mit 38,3 % beteiligt, weitere 27,1 % gehören der Pelikan International Corporation Berhad.
Nach ihrer Dekotierung im März 2015 wurde die Pelikan-Holding-Aktie am 1. April 2015 in den außerbörslichen Handel der Valora Effekten Handel und der Schnigge Wertpapierhandelsbank einbezogen. Die ISIN CH0006328758 blieb unverändert. Die Muttergesellschaft Pelikan International Corporation Berhad ist ebenfalls börsennotiert; ihre Aktien werden an der Bursa Malaysia unter ISIN MYL5231OO005 gehandelt. Im Dezember 2023 wurde PICB von  dem französischen Papierwarenhersteller Groupe Hamelin übernommen.
Pelikan verkaufte mit Wirkung zum 1. Juli 2017 das operative Toner- und Tinte-Geschäft Pelikan Hardcopy an die chinesische Print-Rite Holdings Ltd. Diese stellt über ihre Tochter PRP Solutions GmbH die Produkte her und zahlt für die Benutzung der Marke Pelikan eine Lizenzgebühr. Der Kauf beinhaltete die Übernahme aller Mitarbeiter, Patente und Marken, Kaufpreis waren 7 Millionen US-Dollar. Laut Pelikan wurden in der Sparte Druckerverbrauchsmaterial die Jahre zuvor immer Verluste gemacht.

### Verkauf an Hamelin
Ende 2023 wurde Pelikan nach der entsprechenden Genehmigung durch das Bundeskartellamt an das französische Papeterie-Unternehmen Groupe Hamelin verkauft. Bereits Mitte 2023 war die geplante Transaktion öffentlich gemacht worden, am 5. Dezember 2023 erfolgte die Erlaubnis durch die deutsche Kartellbehörde. Ab dem Jahr 2025 wurde das Unternehmen vollständig in eine Marke umgewandelt, zum Jahresende 2024 wurden die beiden Standorte von Pelikan umgewandelt in Vertriebsgesellschaften.

## Bekannte Produkte der Pelikan AG
- Tinte (Eisengallustinte)
- Füllfederhalter
- Deckfarbkasten K12
- PLAKA-Farben
- Pelikanol-Klebstoff

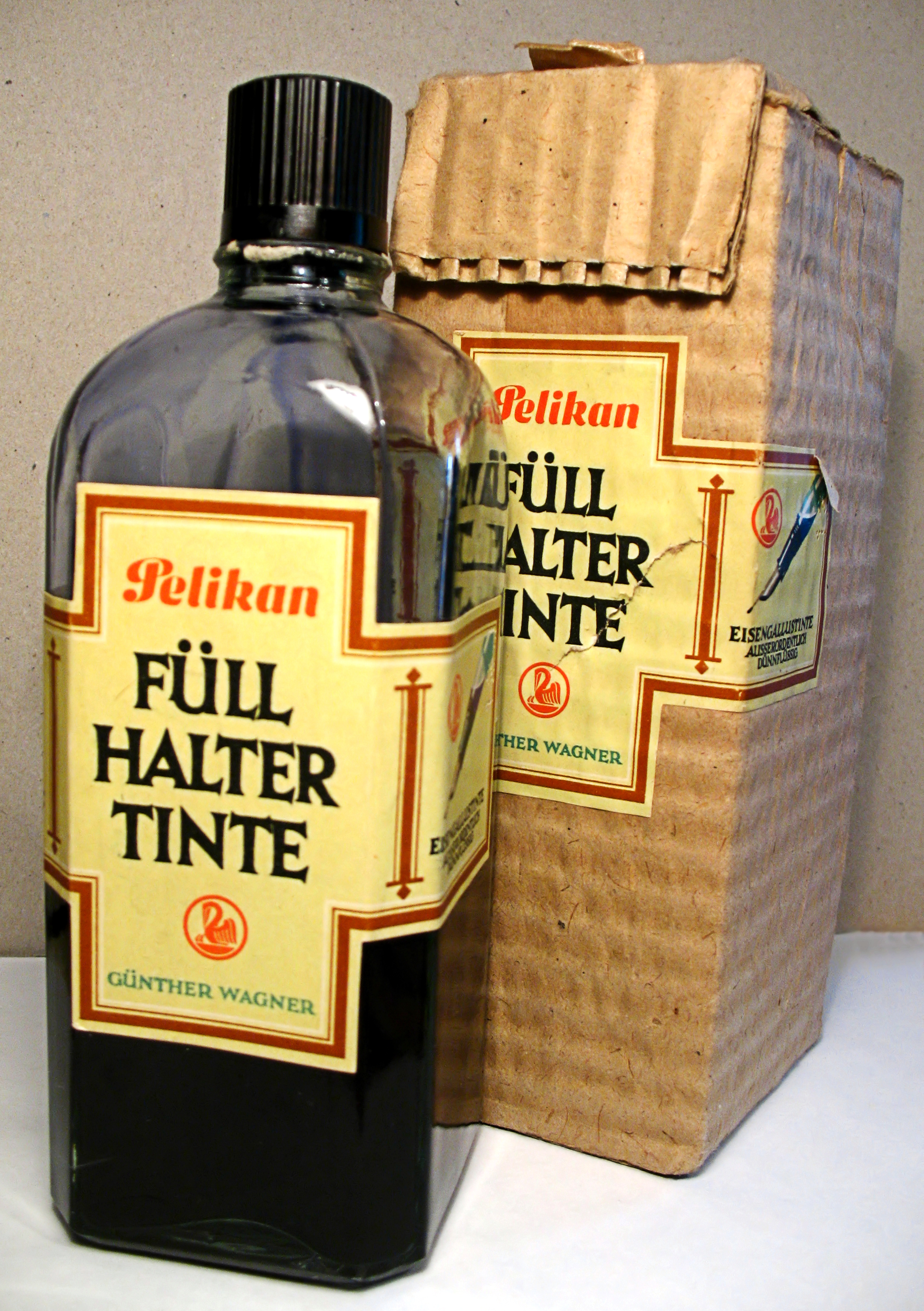
Eisengallustinte 1⁄2 Liter, 1950er Jahre
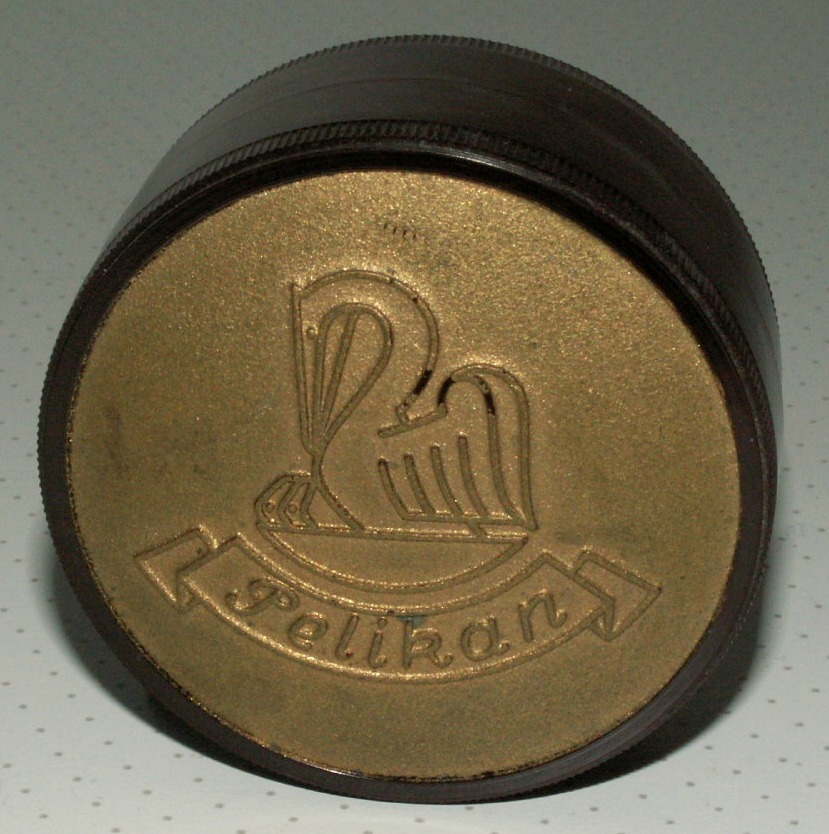
Pelikan-Farbbanddose
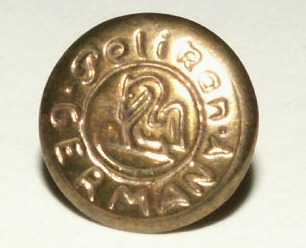
Pelikan-Reißzwecke
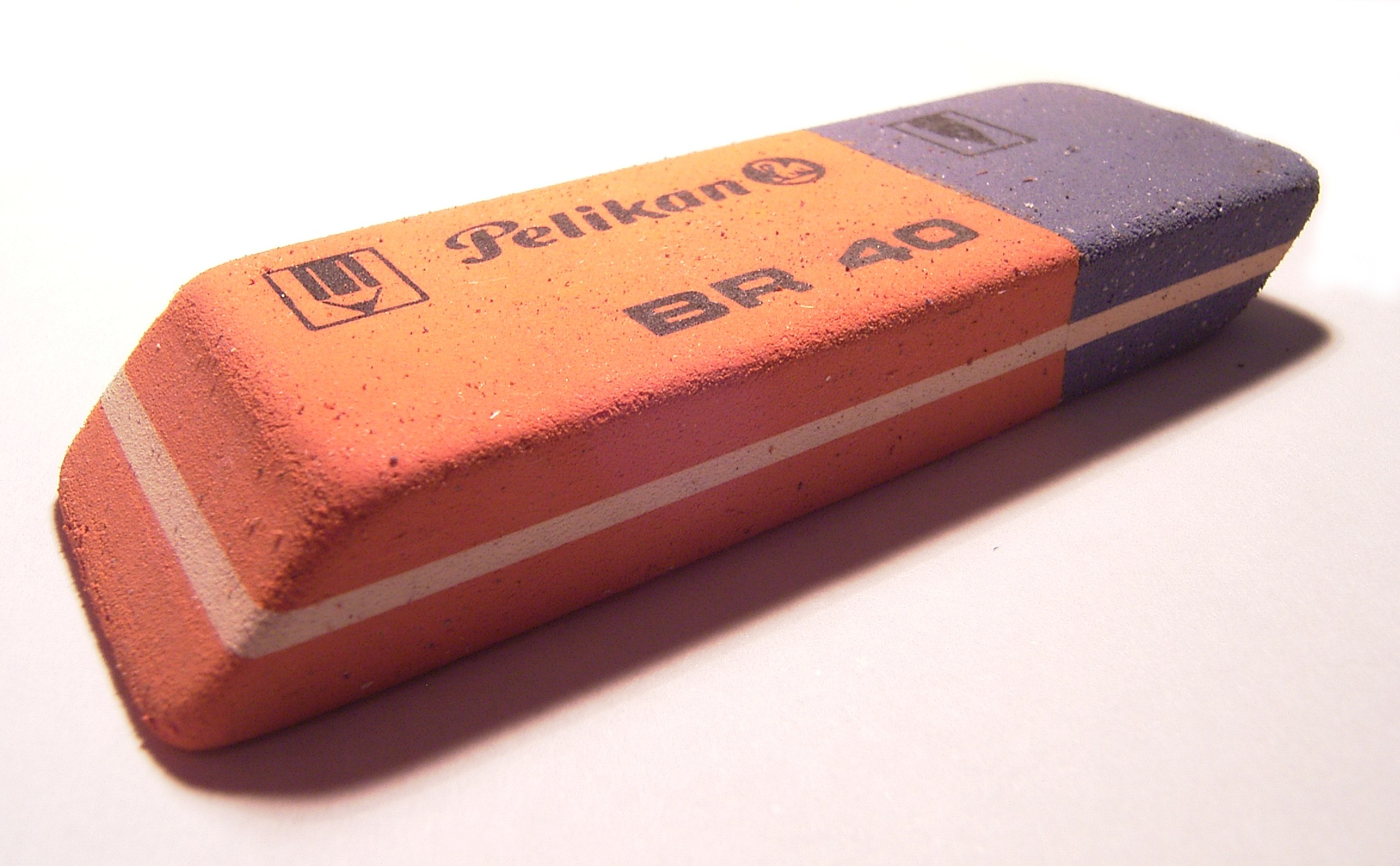
Ein Radiergummi der Firma Pelikan
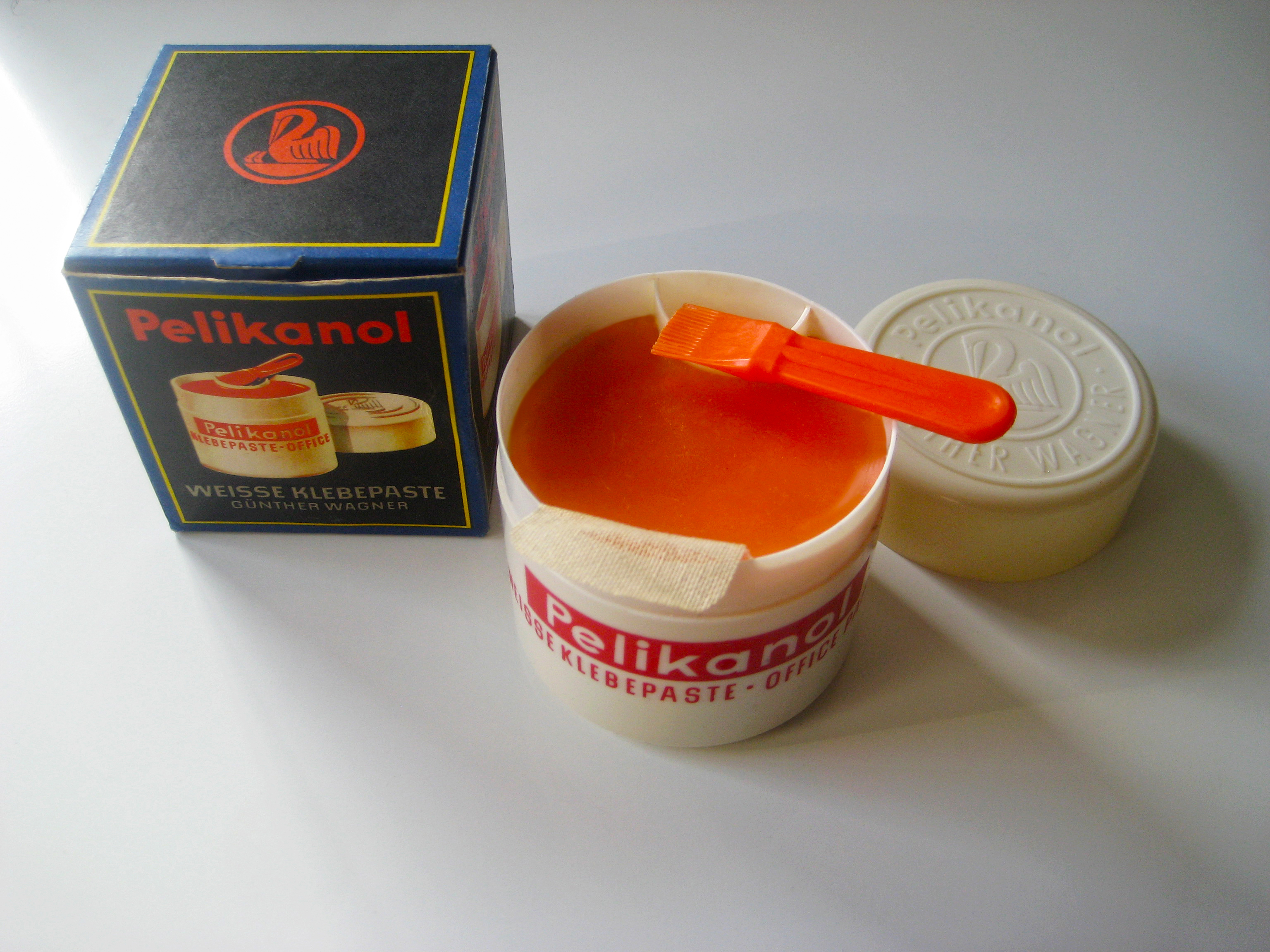
Pelikanol-Klebstoff
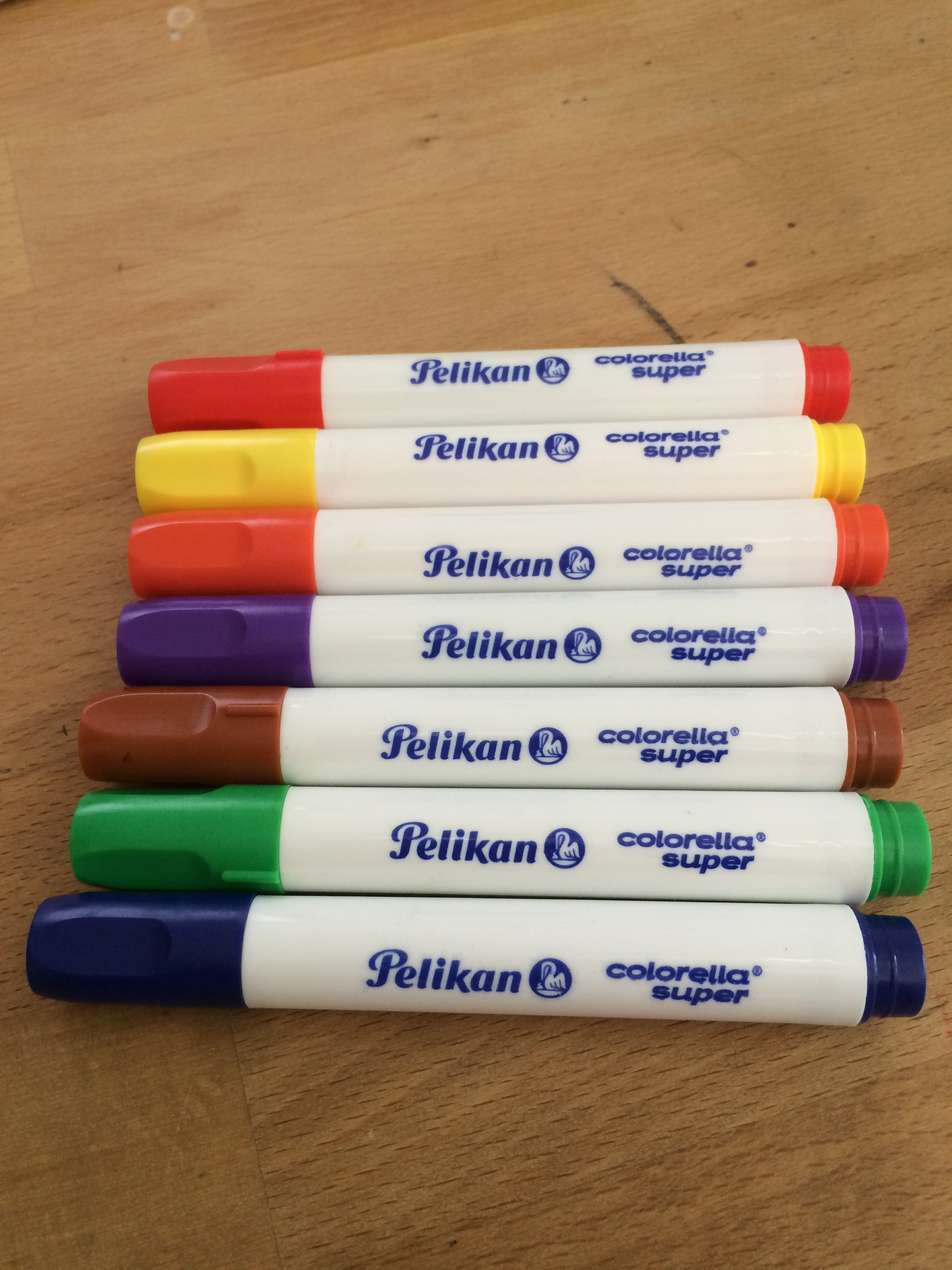
Pelikan Filzstifte
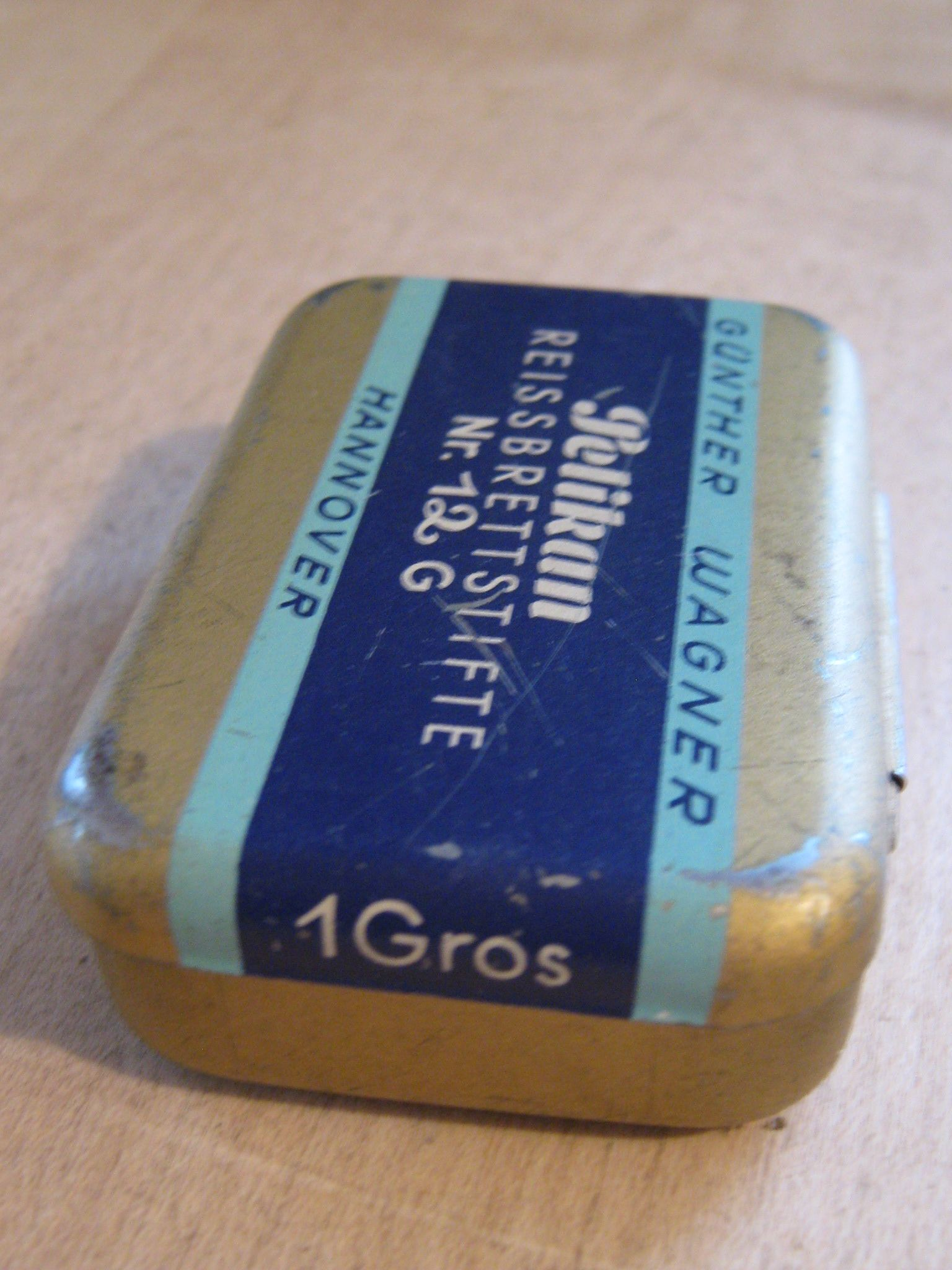
Eine Metall-Reissbrettstifte-Dose der Firma Pelikan mit der Mengenbezeichnung „1 Gros“
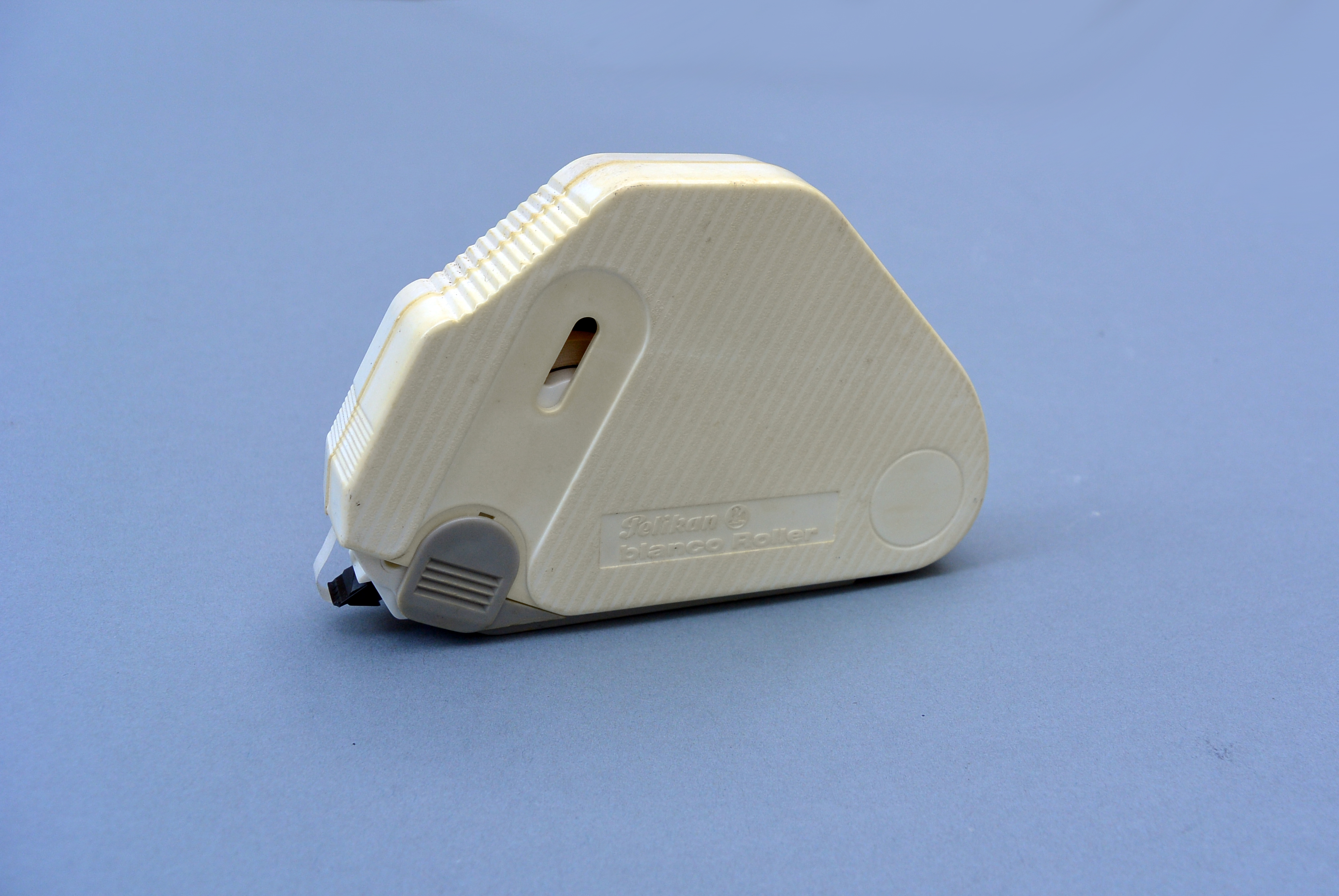
Pelikan Löschband-Abroller, entworfen um 1990 von Michele De Lucchi
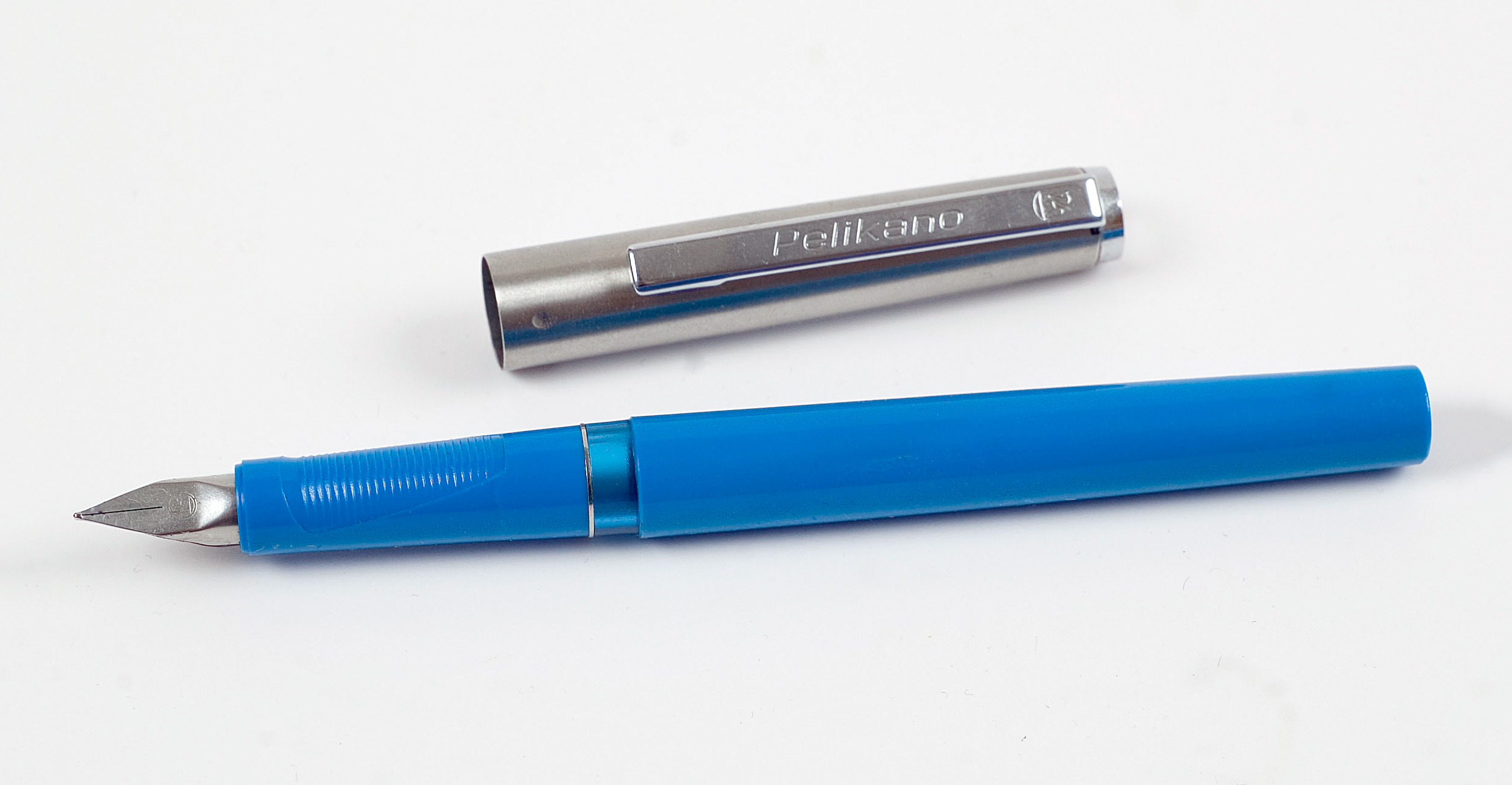
Pelikano-Füller von 1982

## Weitere Persönlichkeiten der Unternehmensgeschichte
- Martha Beindorff (1903–2007); „Tante Martha“ war jahrzehntelang – gemeinsam mit der offiziellen Werksfürsorge – sozial engagiert für die Beschäftigten des Unternehmens.[19]

## Bekannte Nutzer
- Der US-amerikanische Cartoonist und MAD-Zeichner Sergio Aragonés benutzt für seine Zeichnungen und Cartoons einen Füllfederhalter von Pelikan.[20]